# Stefan Schmitz (Geowissenschaftler)
Stefan Schmitz (* 12. Oktober 1958 in Viersen) ist ein deutscher Geowissenschaftler und Verfechter von Kulturpflanzen-Vielfalt und Ernährungssicherheit. Er ist Exekutivdirektor des Welttreuhandfonds für Kulturpflanzenvielfalt (Crop Trust) in Bonn.

## Leben und Wirken
Schmitz studierte von 1978 bis 1985 Geografie und Mathematik an der Universität Bonn und an der Universität St. Andrews in Schottland. Im Jahr 2000 wurde er im Fachbereich Geowissenschaften an der Freien Universität Berlin promoviert. Schmitz war Stipendiat des Deutschen Akademischen Austauschdienstes und Empfänger des McCloy Fellowship im Bereich Umweltpolitik des American Council on Germany (ACG).
Schmitz arbeitete 30 Jahre als Bundesbeamter in Deutschland und war zudem im europäischen Ausland tätig. 2001 begann er seine Tätigkeit im Bundesministerium für wirtschaftliche Zusammenarbeit und Entwicklung (BMZ), wo er zuletzt als Unterabteilungsleiter für Ernährung, Landwirtschaft und natürliche Ressourcen tätig war. Als Beauftragter für die Initiative „Eine Welt ohne Hunger“ leitete er ein 1,5-Milliarden-Euro-Programm, das die Reduzierung von Mangel- und Unterernährung in den ländlichen Gebieten der Welt zum Ziel hatte. Gleichzeitig war er Vorsitzender des Lenkungsausschusses des Globalen Programms für Landwirtschaft und Ernährungssicherheit (GAFSP), eines globalen Finanzierungsmechanismus für widerstandsfähige und nachhaltige Agrarsysteme, das bei der Weltbank angesiedelt ist. Ferner war er einer der Hauptinitiatoren des Global Landscapes Forum. Schmitz hat die internationale Konferenz für Erneuerbare Energien Renewables 2004 im Rahmen seiner Tätigkeit beim BMZ mitgestaltet.
Von 2007 bis 2009 war Schmitz leitender Berater für den Arbeitsbereich „Management und Wirksamkeit der internationalen Entwicklungshilfe“ im Sekretariat der Organisation für wirtschaftliche Zusammenarbeit und Entwicklung (OECD) in Paris.
Schmitz war stellvertretender Vorsitzender des Geberrats des Crop Trust (’Donors‘ Council), bevor er im Januar 2020 die Leitung des Crop Trust als Nachfolger von Marie Haga übernahm. In dieser Position beaufsichtigt er unter anderem die Leitung des Svalbard Global Seed Vault (Weltweiter Saatgut-Tresor Spitzbergen) durch den Crop Trust, das Crop Wild Relative Projekt und die Genbank Platform.
Schmitz hatte Lehraufträge an verschiedenen deutschen Universitäten inne sowie mehrere Beratungsaufträge für die Friedrich-Ebert-Stiftung im Rahmen ihres Kooperationsprogramms in der Volksrepublik China zu Fragen der nachhaltigen Stadt- und Regionalentwicklung. Darüber hinaus veröffentlichte er zahlreiche Artikel zu Themen der Geografie, Landwirtschaft und Ernährungssicherheit. Er tritt außerdem häufig als Gast- und Hauptredner bei Konferenzen auf, insbesondere zum Thema der globalen Ernährungssicherheit.

## Forschungsschwerpunkte
Schmitz’ primäre Berufs- und Forschungsinteressen umfassen Entwicklungstheorie, Wirtschaftsgeografie und Geografie der Globalisierung; geographische Lebensmittelstrukturen, Landwirtschaft, ländliche Entwicklung und natürliche Ressourcen; Agrobiodiversität, Landschaftsökologie, Raumentwicklung und ländliche Governance.

## Veröffentlichungen (Auswahl)
- Schadstoffemissionen des Straßenverkehrs in der Bundesrepublik Deutschland. Verursacherstruktur, räumliche Differenzierung und Ansätze zur Reduzierung. (Forschungen zur Raumentwicklung Band 19), Verlag: Bundesforschungsanstalt für Landeskunde und Raumordnung, Bonn 1990, ISBN 3-87994-419-9.
- Revolutionen der Erreichbarkeit. Gesellschaft, Raum und Verkehr im Wandel. (Stadtforschung aktuell 83), Leske und Budrich, Opladen 2001, ISBN 3-8100-3076-7; Springer-Verlag, 2013, ISBN 978-3-663-11306-5.
- mit R. Barrios, H. Dempewolf, L. Guarino, C. Lusty, J. Muir: Crop Diversity, its Conservation and Use for Better Food Systems. The Crop Trust Perspective. Food Systems Summit Brief Prepared by Research Partners of the Scientific Group for the Food Systems Summit April 2021, doi:10.48565/scfss2021-j983